# Зекслинг
Зекслинг (нем. Sechsling, Sößling, Sechser) — наименование монеты равной 6 пфеннигам и соответственно половине гроша.
Впервые зекслинг был отчеканен в 1388 году городом Любек. С 1392 года он являлся монетой Вендского монетного союза и наряду с Любеком его чеканили также города Гамбург, Люнебург и Висмар. За ними последовали другие города.
Монету чеканили до распада союза, до середины XVI столетия. С введением новой денежной единицы,  талера, его стоимость составляла 1/60 талера. Последние зекслинги Гамбург отчеканил в 1855 году из биллона.